# Fagundes
Fagundes é um município brasileiro localizado na Região Metropolitana de Campina Grande, estado da Paraíba. Seu principal ponto turístico a Pedra de Santo Antônio, que recebe turistas de partes do Brasil e até mesmo do mundo.
Cidade localizada no Planalto da Borborema na Serra do Bodopitá, no agreste paraibano foi inicialmente povoada pelos indíos Cariris, tendo sido doada através de sesmarias a Teodosio de Oliveira Ledo. Fagundes teve outros nomes antes do atual, Brejo de Canas Bravas e Brejo de Fagundes.

## História
Segundo Irineu Joffily a história de Fagundes começa antes da história de Campina Grande. Esse historiador afirma que quando Teodósio de Oliveira Ledo, aldeou na grande campina, e os padres da Companhia de Jesus já se haviam retirado da Serra do Bodopitá [1] lugar onde se localiza a cidade de Fagundes. A Companhia de Jesus tentara em vão catequizar os índios Cariris que ali viviam e se alimentavam da caça e ensiná-los a prática da agricultura, mas sem muito sucesso.
Com o abandono da aldeia pelos jesuítas, Teodósio requereu ao governo da Capitania, em 1702, terras devolutas na parte mais fértil da Serra do Bodopitá, onde hoje se localiza a cidade.
Em seu requerimento ao governo da Capitania da Parahyba, Teodósio de Oliveira Ledo alegava que:
“tinha descoberto com grande trabalho e despesa de sua fazenda na serra chamada Bodopitá um brejo de canas bravas e matas que nela há um olho d’água… e nesses brejos e matas que nela há lhe parecem capazes de produzir roças e outros legumes necessários para a conservação com mais cômodo, não só da guerra contra os Tapuias, mas também dos moradores do dito sertão, que mais facilidade as poderão povoar e assistir nelas; por isso requeria a mercê de quatro léguas de comprimento e uma de largura no dito brejo e olho d’água das canas bravas na serra de Bodopitá, tomada de norte a sul” (grifos da autor). JOFFILY, Irinêo. Sinopse das Sesmarias, (p. 14)
A sesmarias foi concedida a Teodósio de Oliveira Ledo, com seu comprimento reduzido para três léguas, segundo a Carta Régia de 7 de dezembro de 1698; a redução foi para evitar o abuso das doações extensas sem aproveitamento pelos sesmeiros.
Conforme pesquisas o nome Fagundes, provém de origem portuguesa, a quem conteste essa versão, mas o certo é que esse nome começa a aparecer antes de 1740, pois nesse ano, em requerimento de sesmarias, fez a ele referência o peticionário. Daí por diante vem sempre com a designação de Brejo de Fagundes, que antes se chamava Brejo de Canas Bravas.
Na segunda metade do século XIX, Fagundes esteve em evidência na vida da Paraíba e no Brasil, sendo foco de dois movimentos populares considerados subversivos, ambos em revolta a medidas decretadas pelo Governo Imperial do Brasil: “Ronco da Abelha” (1852) e “Quebra – Quilos” (1874). E nos anos 80, do século XX, houve outro levante popular que ficou conhecido como Revolta do “Quebra-Canos”. Fonte: DANTAS, João Andrei, Fagundes: dos levantes populares a pedra de Santo Antônio, 2004, UFCG.

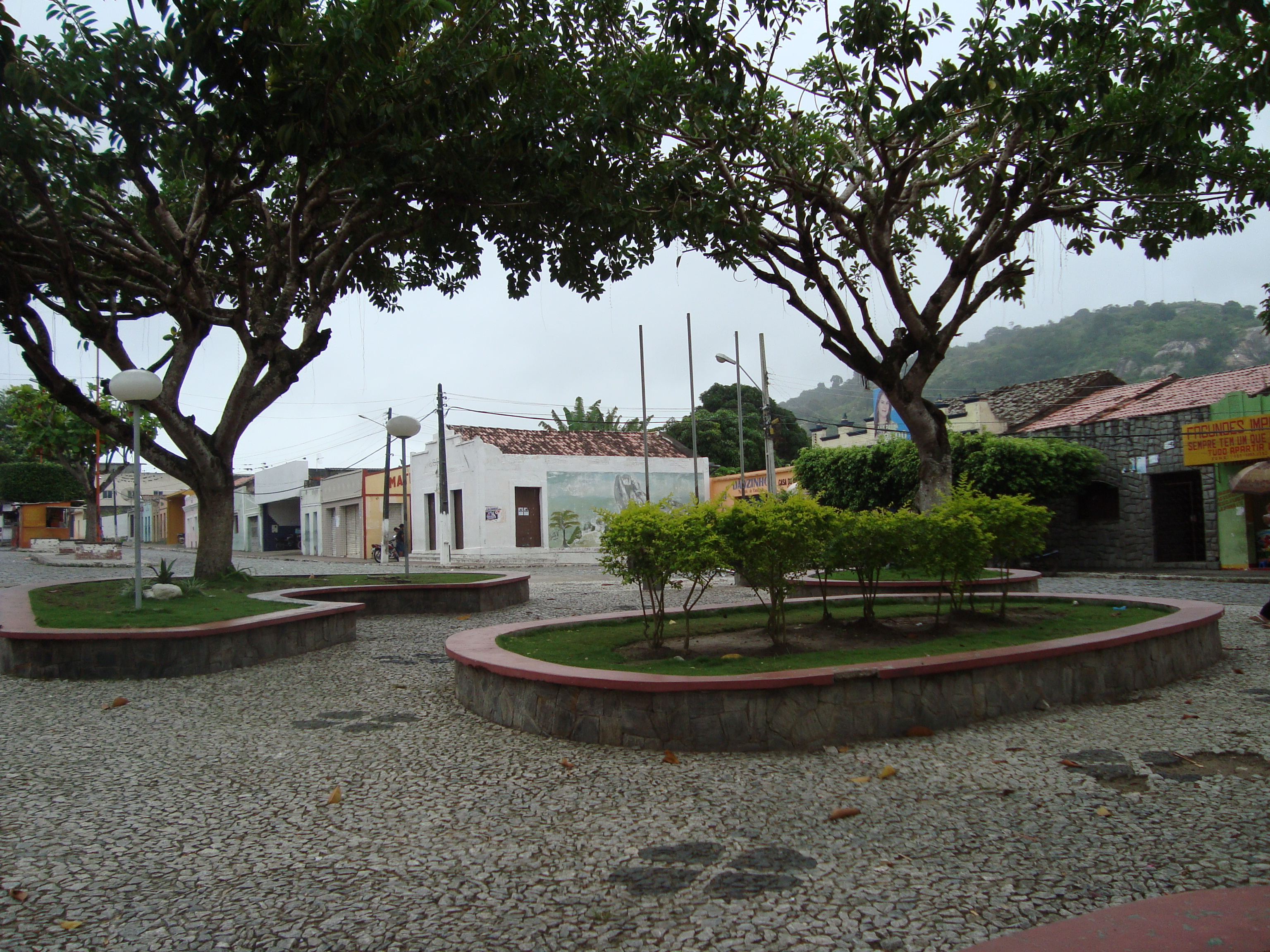
Praça Zuca Ferreira no centro de Fagundes-PB

### Ronco da Abelha (1852)
A partir da segunda metade do século XIX, as zonas de cultura algodoeira, no brejo e agreste, passaram por grandes transformações.
“Em primeiro lugar, inserido no mercado internacional capitalista, o algodão passou a ser cultivado através da grande propriedade que, no sertão, admitia escravos. Isso significava prejuízos para parceiros, meeiros, moradores, pequenos sitiantes, arrendatários e foreiros que começaram a perder o acesso a terra, monopolizada pelos latifundiários.” OTAVIO, José. História da Paraíba, 2000 (p. 119)
Acompanhando essas mudanças nas relações de medição no brejo e agreste, vinham medidas centralizadoras promovidas pelo Império Brasileiro. Foram editados alguns decretos, que colocaram, de início, a população pobre constituída por trabalhadores rurais, que desempenhavam atividades de parceiro, ou meeiro. Num censo geral que tinha como objetivo estabelecer o registro civil dessa população. Esses decretos provocaram nas massas populares uma sensação que os levavam para a escravidão do homem de cor, daí chamá-lo “lei do cativeiro”, que se tornou numa resistência popular aos decretos.
Na Província da Parahyba, a resistência “assumiu a forma de tumultos em que roceiros armados de pedras, bacamartes e clavinotes, invadiram vilas e cidades como Ingá, Campina Grande, Alagoa Nova, Guarabira, Areia e Fagundes, dirigindo-se, preferencialmente, aos cartórios”.[2] (…) Estava iniciado o movimento popular denominado “Ronco da Abelha” que ocorreu em 1852, no governo de Sá e Albuquerque. Os revoltosos reivindicavam o fim do decreto Imperial que retirava da Igreja o direito de emitir registros e óbitos, passando então a cargo dos Cartórios que eram órgãos do Governo Imperial. Para complicar mais as coisas, os sacerdotes da Igreja Católica, nada satisfeita com a perda de parte de sua autoridade, começaram a pregar contra os registros civis, que por eles eram chamados “papel de satanás”, provocando, ainda mais, a revolta da população. Fonte: DANTAS, João Andrei, Fagundes: dos levantes populares a pedra de Santo Antônio, 2004, UFCG.

### Quebra - Quilos (1874)

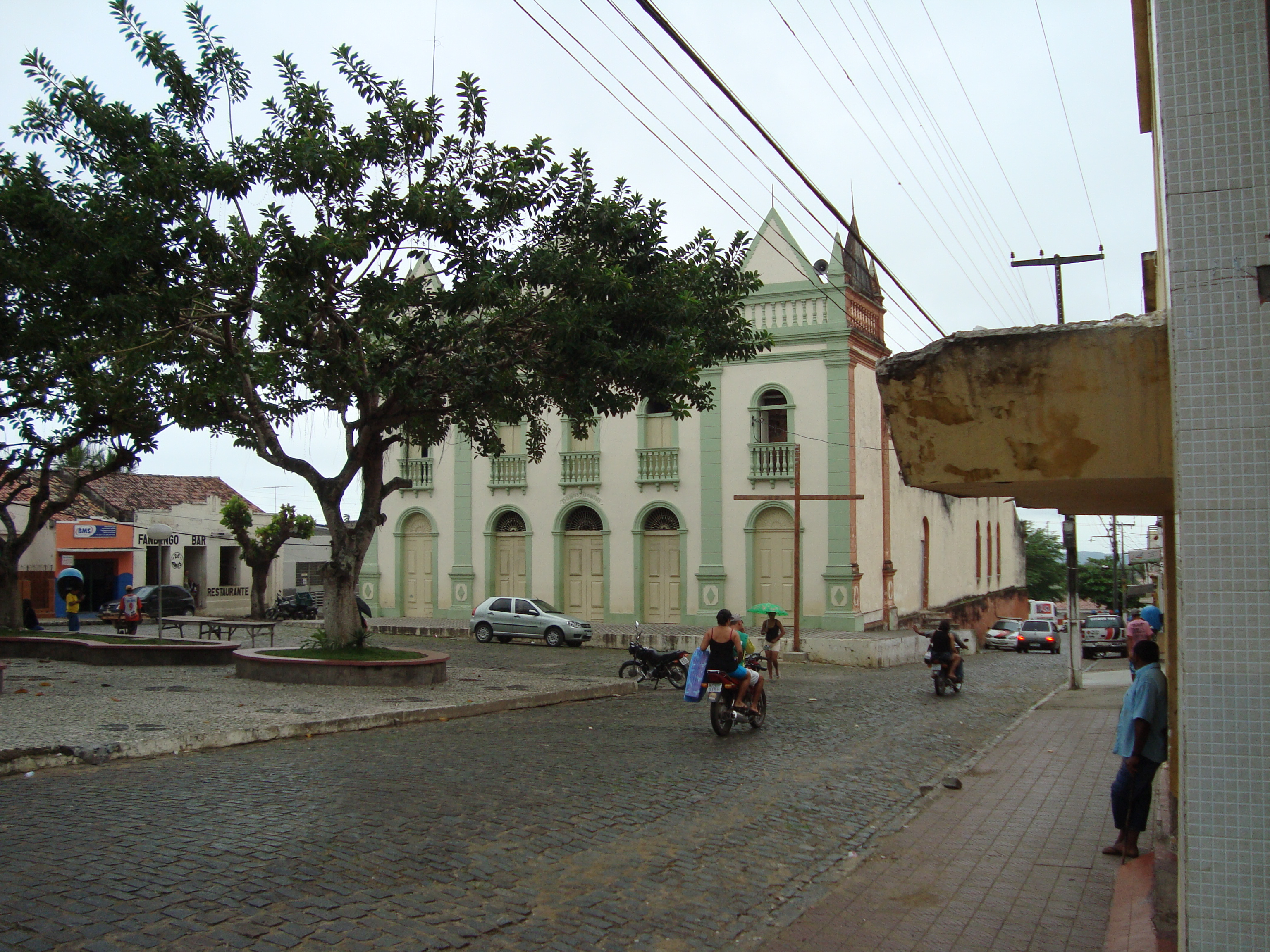
Rua Quebra Quilos Fagundes - PB

O “Quebra-Quilos” foi um movimento de maiores proporções que o “Ronco da Abelha”, chegando a necessitar da interferência do Governo Imperial; o “Quebra-Quilos” que, partindo dos brejos e chapadas da Borborema, se alastrou pelos estados do Rio Grande do Norte, Paraíba, Pernambuco e Alagoas, no período compreendido entre outubro e dezembro de 1874.
O que desencadeou esse movimento foi à adesão pelo Governo Imperial ao Sistema Métrico em 1862. Acontece que, em todo o país, permanecia em uso os sistemas tradicionais de medidas, tais como léguas, cuia, quarta, onça. Em 1874 a tentativa de adotar os padrões do sistema métrico provocara uma revolta popular violenta na Paraíba. Essa revolta ficou conhecida como “Quebra-Quilos”. Para as autoridades da época, o movimento teria sido insuflado pelo clero, em briga com o governo. Vejamos.
Em 1872, o Decreto Imperial de 18 de setembro estabeleceu como padrão de medidas o sistema métrico decimal francês. Dois anos mais tarde, em novembro de 1874, a execução local do que impunha esse decreto foi o estopim que deflagrou a insurreição dos “Quebra-Quilos”. A revolta, liderada por João Vieira, conhecido como “João Carga d’Água”, irrompeu na serra de Bodopitá. Descendo a serra, os insurretos invadiram a Vila de Fagundes num dia de feira, quebraram as “medidas” (caixas de madeira de um e cinco litros de capacidade), fornecidas pelo poder público municipal e usadas pelos feirantes, e atiraram os pesos dentro do Açude Velho.
“Carga de rapadura atirada por feirantes contra cobrador de impostos, na feira de Fagundes, foi a centelha a partir da qual a rebelião espalhou-se por várias localidades como Pocinhos, Ingá, Cabaceiras, Campina Grande, Areia, Arara, Alagoa Nova, Alagoa Grande, Bananeiras, Araruna, Guarabira, Pilar, Salgado e Mamanguape.” (…) OTAVIO, José. História da Paraíba, 2000 (p. 122)
A revolta ganhou tal dimensão que se estendeu não apenas para outros municípios do Brejo e do Cariri, mas transpôs a província, estendendo-se para Pernambuco e até Alagoas. Ademais, a insurreição ganha novos matizes quando aos revoltosos juntaram-se vários indivíduos armados, liderados por Manoel de Barros Souza, conhecido como Neco de Barros, e Alexandre de Viveiros. Juntos, invadiram e dominaram a cadeia, libertando os presidiários, entre os quais o próprio pai do primeiro, e incendiaram cartórios e o arquivo municipal. Era propósito de Alexandre de Viveiros anular os autos de processo de homicídio que pesava sobre ele.
O governo imperialista brasileiro reagiu com grande brutalidade contra os revoltosos, chegou a deslocar canhões para a tropa de linha chefiada pelo capitão Longuinho, saqueando engenhos e fazendas, prendeu e espancou à vontade. O capitão Longuinho tinha uma particularidade, ele utilizava contra os suspeitos do movimento um instrumento de tortura denominado colete de couro, que era molhado e costurado no tórax do pobre indivíduo, que quando estava seco, apertava e matava a vítima por asfixia ou expectoração sanguínea.
A revolta dos “Quebra-Quilos” durou ainda uns poucos meses, quando foi sufocada pelas forças policiais. O líder João Carga d’Água foragiu-se, mas Alexandre Viveiros foi preso. Em represália, as forças da milícia imperial desferiram sobre a população, no início de 1875, a mais brutal repressão de que se tem notícia. Fonte: DANTAS, João Andrei, Fagundes: dos levantes populares a pedra de Santo Antônio, 2004, UFCG.

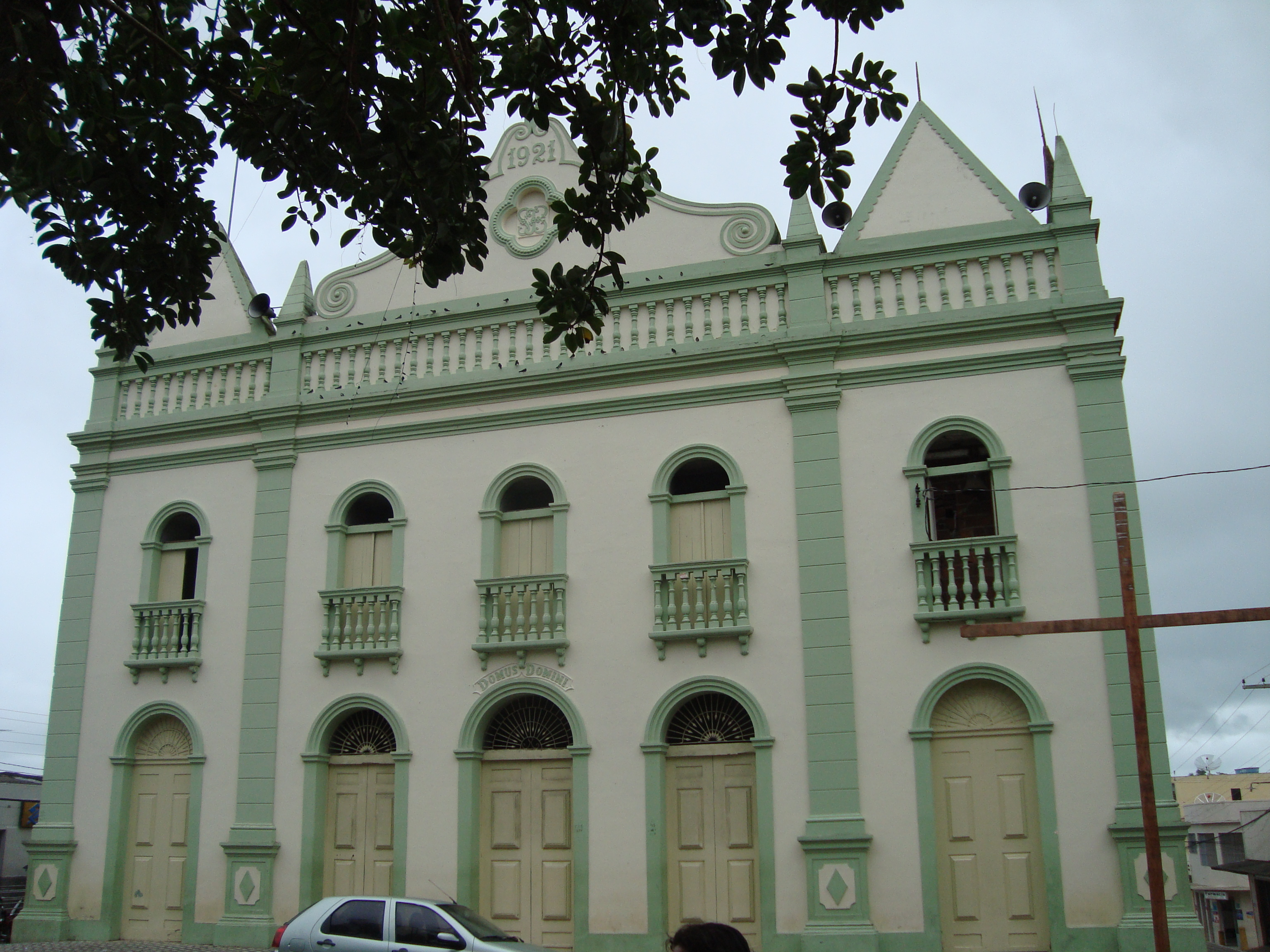
Igreja Matriz de Fagundes

### Quebra - Canos (1983)
Em meados do século XX, os distritos de Fagundes e Galante passaram por problemas em comum: não tinham abastecimento e sofria com a seca. Foi então que o prefeito campinense Plínio Lemos resolveu construir uma barragem que a princípio seria para abastecer o distrito de Galante. O local escolhido foi a Serra do Bodopitá, no distrito de Fagundes. A escolha da Serra como lugar para essa construção se deveu, ao entendimento de que sua localização geográfica facilitaria a drenagem de água para o distrito de Galante. A barragem foi então construída, mas, o distrito de Galante não foi saneado, porque a população de Fagundes não aceitava, ver Galante saneada e Fagundes não.
Para complicar as coisas, no ano de 1961, sob o decreto de Lei nº 2.661, de 22 de dezembro desse mesmo ano, foi criado o município de Fagundes. Com essa nova divisão territorial, o novo município ganhou a barragem recém construída ficando Galante, sem a barragem para seu abastecimento. Acontece que, a barragem não tinha utilização para nenhum dos municípios. Foi apenas na gestão do sexto prefeito de Fagundes José Ferreira Dantas Irmão (Zuca Ferreira), que governou o município de 1976 a 1982 que, a barragem passou a ter utilidade, e finalmente serviu para o abastecimento desse município, ficando Galante sem o seu abastecimento.
Oficialmente, o abastecimento d’água de Fagundes foi inaugurado no dia 4 de novembro de 1978, com uma grande festa em praça pública que contou com a presença de políticos ilustres da Paraíba, tais como o deputado estadual Antonio Gomes; o diretor da CAGEPA de Campina Grande, engenheiro Cristóvão Vicktor; o empresário Raimundo Lira; o ex-governador, Professor Ivan Bichara Sobreira e o governador eleito, Tarcisio de Miranda Burity. As obras tinham recebido um investimento da ordem de dois milhões de cruzeiro. A festa contou com a presença de cerca de cinco mil pessoas, que assistiram ao “show” do Conjunto de Chicó e do cantor João Gonçalves.
“Depois de inaugurado oficialmente o sistema de abastecimento d’água de Fagundes, em ato público presidido pelo prefeito Zuca Ferreira, a praça da Rua principal da cidade foi palco de uma festa popular nunca antes vista naquele município, tendo em vista a espontaneidade com que os populares procuraram usufruir pela primeira vez da torneira instalada naquele logradouro. Enquanto a água jorrava, as crianças banhavam-se os adultos aplaudiam a iniciativa da administração municipal que redundou naquela realidade”. Diário da Borborema, caderno especial – 7 de novembro de 1978.
No ano de 1982, a campanha para prefeito de Campina Grande esquentava; principalmente no distrito de Galante, pois já fazia trinta anos da construção da barragem que inicialmente, fora construída para o abastecimento de água desse distrito. Mas, que, por conta da emancipação administrativa de Fagundes, que passara a município, Galante havia perdido a sua barragem. Não podendo mais contar com a barragem, pois ela pertencia a Fagundes a população pressionava os políticos por uma solução ao problema do abastecimento. Os dois principais candidatos a prefeito então eram Ronaldo Cunha Lima (tinha como trunfo sua esposa natural de Galante) e Vital do Rego, (que não tinha muita alternativa para angariar votos do distrito), conseguiu ao governo do Estado verba, para abastecer Galante antes das eleições serem realizadas. Com o abastecimento d’água direto da barragem de Fagundes, antes mesmo das eleições, e conseguiu do governo do Estado os canos para fazer o abastecimento. Até ai, nenhum problema. Fagundes e Galante estavam recebendo água da barragem. A situação começou a complicar quando o fator geográfico beneficiou Galante. Por estar localizado na parte baixa da Serra do Bodopitá, o distrito recebia o fluxo de água normalmente, enquanto Fagundes tinha problemas, pois está localizada acima do nível da barragem, acarretando chegada d’água, às torneiras sem pressão ou, mesmo em algumas ruas, a sua falta.
Essa situação começou a provocar animosidade nos fagundenses e até mesmo um sentimento de revolta, que chegou às vias de fato quando, em 1983, a CAGEPA tentou colocar canos grossos para o abastecimento de Galante e a população de Fagundes quebrou os canos.
A partir desse ocorrido iniciaram-se as ameaças entre as partes, chegando a ocorrer, apedrejamento de carros, tiroteio, e uma vitima, o galantense Bartolomeu Gomes, que foi alvejado, mas felizmente não chegou a falecer.
No final dos conflitos pelo acesso aos benefícios da atualização da barragem, Fagundes acabou vencendo. Mas, olhando por outro ângulo, Fagundes e Galante perderam. Galante, pelo fato ter perdido o abastecimento d’água da barragem; e, Fagundes porque a barragem secou, com a estiagem, e a cidade ficou, também, sem o abastecimento de água, voltando a encher novamente na década de 1990, servindo apenas para irrigar as plantações de verduras as suas margens. Fonte: DANTAS, João Andrei, Fagundes: dos levantes populares a pedra de Santo Antônio, 2004, UFCG.

## Geografia

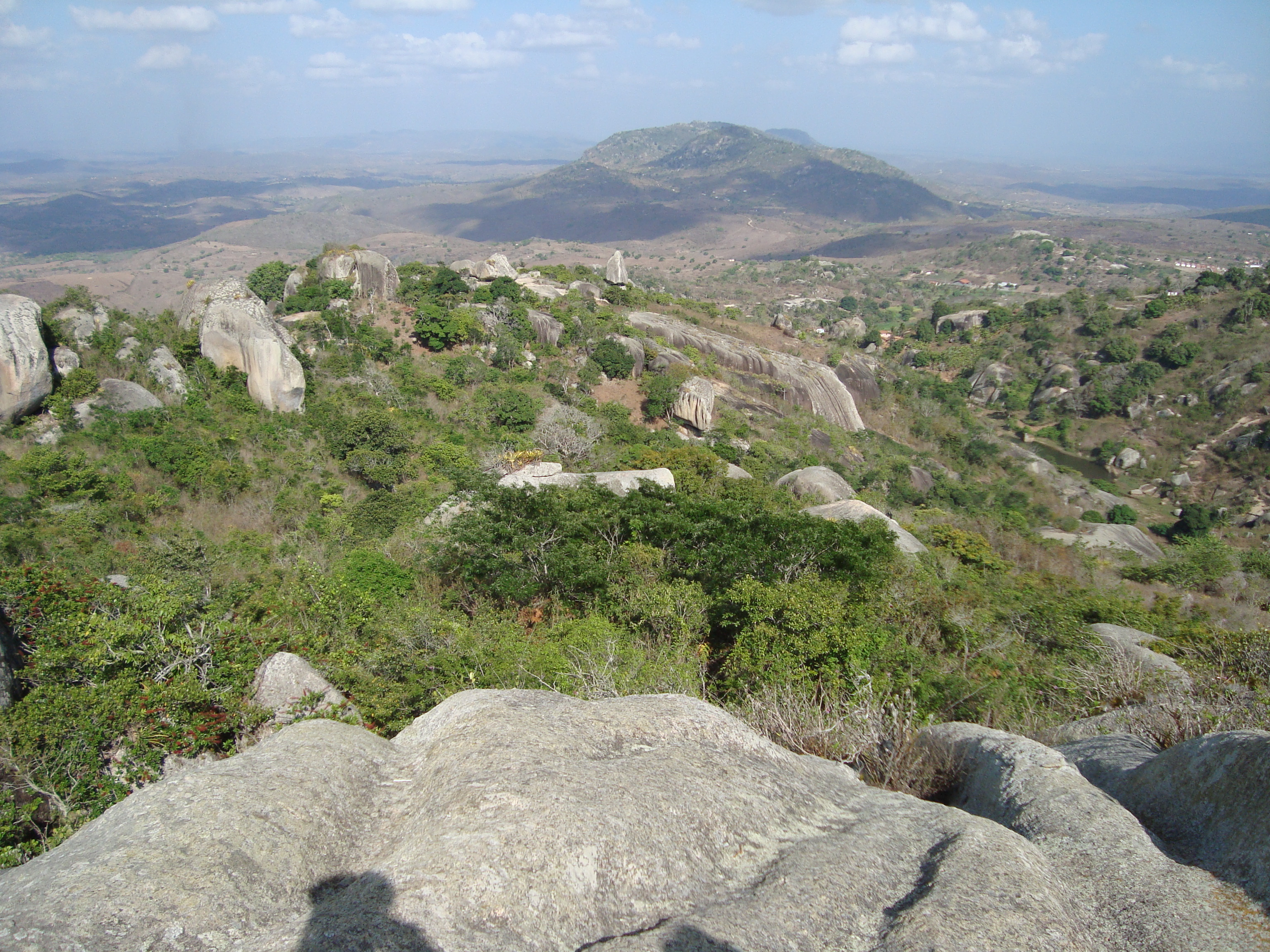
Serra do Bodopitá em Fagundes

O território de Fagundes cobre 185,061 km² de área (0,3277% da Paraíba), dos quais 1,1584 km² constituem áreas urbanas. Limita-se a norte com Campina Grande e Ingá; a sul com Aroeiras; a leste com Itatuba e a oeste com Queimadas. A distância rodoviária da cidade até João Pessoa, capital estadual, é de 126 km.
Fagundes se localiza no Planalto da Borborema, mais especificamente na Serra do Bodopitá, que compartilha com o município de Queimadas. O solo predominante é o bruno não cálcico, chamado de luvissolo no atual Sistema Brasileiro de Classificação de Solos (SBSC). Tais solos são todos cobertos pela vegetação de pequeno porte da Caatinga. Na hidrografia, todo o território do município se localiza dentro da bacia hidrográfica do rio Paraíba. Destaca-se o Açude do Gavião, com capacidade para 1 450 840 m³. O clima é semiárido.
| Dados climatológicos para Fagundes    | Dados climatológicos para Fagundes | Dados climatológicos para Fagundes | Dados climatológicos para Fagundes | Dados climatológicos para Fagundes | Dados climatológicos para Fagundes | Dados climatológicos para Fagundes | Dados climatológicos para Fagundes | Dados climatológicos para Fagundes | Dados climatológicos para Fagundes | Dados climatológicos para Fagundes | Dados climatológicos para Fagundes | Dados climatológicos para Fagundes | Dados climatológicos para Fagundes |
| Mês                                   | Jan                                | Fev                                | Mar                                | Abr                                | Mai                                | Jun                                | Jul                                | Ago                                | Set                                | Out                                | Nov                                | Dez                                | Ano                                |
| ------------------------------------- | ---------------------------------- | ---------------------------------- | ---------------------------------- | ---------------------------------- | ---------------------------------- | ---------------------------------- | ---------------------------------- | ---------------------------------- | ---------------------------------- | ---------------------------------- | ---------------------------------- | ---------------------------------- | ---------------------------------- |
| Precipitação (mm)                     | 45,8                               | 59                                 | 112,4                              | 116,2                              | 117,9                              | 137,1                              | 144,9                              | 66,8                               | 40,9                               | 15,8                               | 12,6                               | 26,6                               | 896                                |
| Fonte: Atlas Pluviométrico da Paraíba |                                    |                                    |                                    |                                    |                                    |                                    |                                    |                                    |                                    |                                    |                                    |                                    |                                    |

## Turismo

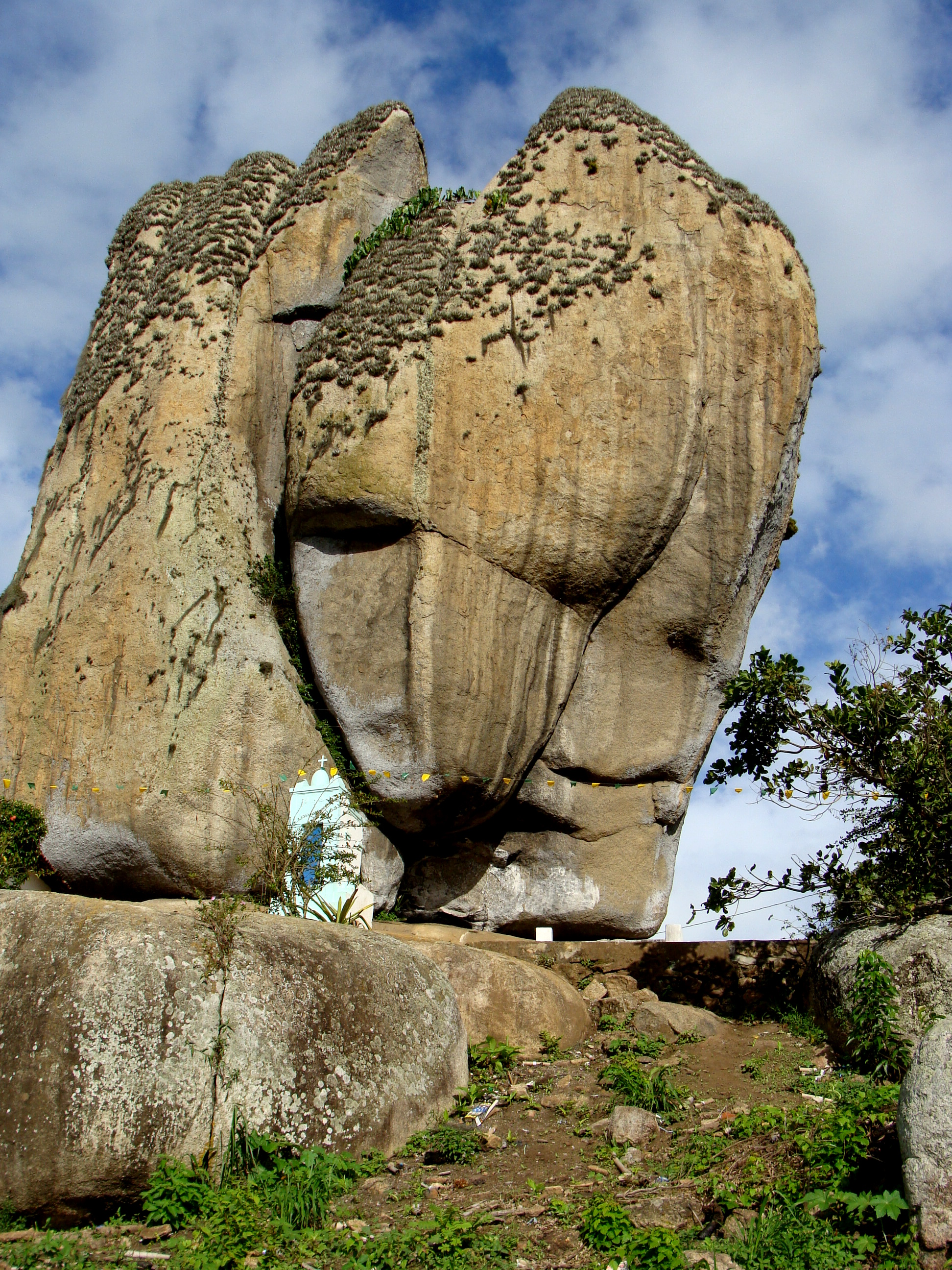
Pedra de Santo Antônio, principal ponto turístico de Fagundes.

A Pedra de Santo Antônio é o principal Ponto Turístico de Fagundes, localizada a 03 km do Centro da Cidade, a Pedra recebe a mais de cem anos milhares de turistas e religiosos que principalmente no mês de junho vem renovar sua fé, agradecer ou pedir uma graça a Santo Antônio; no dia do Santo Casamenteiro estima-se que mais de 15 mil pessoas vindas dos mais diversos lugares do Brasil e do exterior visitam Fagundes, movimentado o comércio local.
No ano passado foi inaugurado o calçamento de acesso a Pedra que está a mais de 800 metros acima do nível do mar, facilitando o trafego de pessoas e veículos.
A Pedra é hoje muito mais que um ponto de turismo religioso, a quatro anos é realizado o Desafio Pedra de Santo Antônio de Downhill, uma idealização do atleta Hugo Tattoo, onde a Prefeitura Municipal, a Federação Paraibana de Ciclismo e parceiros dão toda a estrutura para a realização do evento.
A Cidade é hoje uma das principais cidades turísticas da Paraiba. tendo como seu principal ponto turístico a Pedra de Santo Antônio, e que recentemente foi inaugurado o Parque Haras Candeias, onde ocorre vaquejadas anualmente. Durante a inauguração trouxe otimismo para a população por terem mais um atrativo na cidade.

## Esportes
O município de Fagundes, possui um único estádio de futebol denominado Estádio João Ferreira Dantas (O "Ferreirão"), que também conta com um Ginásio Esportivo com a denominação "Ginásio O Ferreirão", o município possui outros campos de futebol de terra batida, mais conhecido como campo de várzea, entre eles se destacam os campos da Laranjeiras, Marcelina, Surrão, Craibeira, Mãe Joana. Também existem as quadras cobertas da Laranjeiras, do Jardim e da Escola Frei Alberto.
Em termos de Equipes de Futebol, o município conta com dezenas de equipes amadoras e apenas uma registrada com Estatuto e CNPJ e Filiada a Federação Paraibana de Futsal, sendo a Associação Desportiva Atlética Fagundense - ADAF.